# 馬努·埃雷拉
馬努·埃雷拉（西班牙語：Manu Herrera；1981年9月29日—）是一位西班牙足球運動員。在場上的位置是守門員。他現在效力於西班牙足球甲級聯賽球隊埃爾切足球俱樂部。